# Claude Sandoz
Pour les articles homonymes, voir Sandoz (homonymie).
Claude Sandoz est un peintre et graphiste suisse, né le 14 mars 1946 à Zurich.

## Biographie

### Origines, études, résidence et famille
Claude Sandoz naît le 14 mars 1946 à Zurich. Il est originaire du même lieu, du Locle dans le canton de Neuchâtel et de Schönholzerswilen dans celui de Thurgovie. Sa mère est originaire d'Ueberstorf, dans le canton de Fribourg.
Il grandit à Zurich et y va à l'école primaire. Il fait son école secondaire au Collège Saint-Michel à Fribourg, puis des études aux écoles d'arts de Berne et de Bienne (de) de 1964 à 1966.
Il vit à Berne de 1963 à 1976, avec des séjours à l'Institut suisse de Rome en 1969-1970 et à Amsterdam en 1972 (bourse des Pays-Bas). Il déménage ensuite à Kriens dans le canton de Lucerne puis à Lucerne en 1984. Il réside la moitié de l'année à Soufrière sur l'île de Sainte-Lucie dans les Antilles à partir de 1997.
Il est marié à Madeline Winkler depuis 1967 et père de deux enfants.

### Parcours artistique
Sa production artistique est cyclique : peintures acryliques et aquarelles, puis peintures sur soie de 1986 à 1994 et peintures murales à partir de 1994. Elle est influencée par de longs voyages en Asie et en Orient,.
Son œuvre est inclassable, même si elle a été rattachée au néo-expressionnisme. Le réel s'y mêle avec le visionnaire, le quotidien avec l'exotique et le cosmique, le figuratif avec l'ornemental, créant une œuvre fantastique « d'une grande densité visuelle et d'une force chromatique débordante d'énergie ».

### Autres activités
Il enseigne à l'École supérieure des beaux-arts de Genève de 1983 à 2005. Il est également l'éditeur de la revue de poésie et d'art Der Blaue Berg, de sa création en 1977 à 1984.
Il est membre de la commission fédérale des beaux-arts de 1993 à 2000.

## Distinctions

### Bourses
Il est le lauréat de nombreuses bourses dans les années 1960 et 1970. 

### Prix
- 1980 : Prix de la presse de la ville de Lucerne[1]
- 1988 : Prix graphique de la Biennale d'art du Caire[1]
- 2002 : Prix culturel de la ville de Lucerne[1]
- 2003 : Prix Meret-Oppenheim[1]

## Expositions
- 1977 : Biennale de Paris[7]
- 1982 : Kunsthaus de Zurich[8]
- 1984 : Musée d'Art de Soleure[1]
- 1986 : Illusions morcelées (linogravures), Centre genevois de gravure contemporaine[9]
- 1988 : Biennale d'art du Caire[10]
- 1994 : Musée grison des Beaux-Arts[11]
- 2002 : Musée HR Giger[2],[12]
- 2011 : Môtiers 2011 Art[13]